# 1996年アトランタオリンピックのブルガリア選手団
1996年アトランタオリンピックのブルガリア選手団（1996ねんアトランタオリンピックのブルガリアせんしゅだん）は、1996年7月19日から8月4日にかけてアメリカ合衆国のジョージア州アトランタで開催された1996年アトランタオリンピックのブルガリア選手団、およびその競技結果。

## 概要
今大会は金メダル3個、銀メダル7個、銅メダル5個の合計15個のメダルを獲得した。

## メダル
| メダル | 選手名 | 競技                 | 種目                                           | 獲得した日付 |
| ------ | --- | -------------------- | ---------------------------------------------- | ------------ |
| 金     | ステフカ・コスタディノヴァ                                                                                          | 陸上                 | 女子走高跳                                     | 8月3日       |
| 金     | ヴァレンティン・ヨルダノフ                                                                                          | レスリング           | フリースタイル 52kg級                          | 8月2日       |
| 金     | ダニエル・ペトロフ                                                                                                  | ボクシング           | ライトフライ級（-48kg)                         | 8月3日       |
| 銀     | クラジミル・デュネフ                                                                                                | 体操                 | 男子鉄棒                                       | 7月28日      |
| 銀     | イナ・デルチェワ ヴァレンティナ・ケブリアン マリヤ・コレワ マーヤ・タバコワ イベリーナ・タレワ ヴィアラ・バタチェカ | 体操                 | 女子新体操団体                                 | 8月5日       |
| 銀     | エミール・ミレフ | 射撃                 | 男子ライフル射撃 25mラピッドファイアーピストル | 7月24日      |
| 銀     | ヨト・ヨトフ | ウェイトリフティング | 76kg級                                         | 7月24日      |
| 銀     | ダイアナ・イオルゴワ                                                                                                | 射撃                 | 女子ライフル射撃 25mピストル                   | 7月26日      |
| 銀     | トンチョ・トンチェフ                                                                                                | ボクシング           | ライト級（-60kg)                               | 8月3日       |
| 銀     | セラフィム・トドロフ                                                                                                | ボクシング           | フェザー級（-57kg)                             | 8月4日       |
| 銅     | タニュ・キリャコフ                                                                                                  | 射撃                 | 男子ライフル射撃 10mエアピストル               | 7月20日      |
| 銅     | セフダリン・ミンチェフ                                                                                              | ウェイトリフティング | 54kg級                                         | 7月20日      |
| 銅     | マリア・グロズデーヴァ                                                                                              | 射撃                 | 女子ライフル射撃 10mエアピストル               | 7月21日      |
| 銅     | ニコライ・ペシャロフ                                                                                                | ウェイトリフティング | 59kg級                                         | 7月21日      |
| 銅     | アンドリアン・ドゥシェフ ミルコ・カザノフ                                                                           | カヌー               | スプリント男子Kペア1000m                       | 8月3日       |